# Евстафьев, Николай Александрович
Николай Александрович Евста́фьев (1925—1965) — старший лейтенант Советской Армии, участник Великой Отечественной войн, Герой Советского Союза (1945).

## Биография
Николай Евстафьев родился 1 апреля 1925 года в переселенческом посёлке Быганском. Получил неполное среднее образование, после чего работал слесарем ремесленного училища. В 1941 году Евстафьева направили в военную радиошколу; затем он был призван на службу в Красную Армию — с 1942 года — на фронтах Великой Отечественной войны; боевой путь начал у стен Сталинграда, прошёл с боями Румынию, Югославию, Болгарию, Венгрию. К декабрю 1944 года младший сержант Николай Евстафьев был линейным надсмотрщиком 1064-й отдельной кабельно-шестовой роты 46-й армии 2-го Украинского фронта. Отличился во время освобождения Венгрии.
В ночь с 6 на 7 декабря 1944 года Евстафьев проложил кабель по дну Дуная к югу от Будапешта. В течение нескольких часов он поддерживал бесперебойную связь между подразделениями на разных берегах реки, устраняя разрывы. Несколько дней спустя Евстафьев вновь переправился через Дунай в районе Будапешта и установил связь с ведущими наступление частями.
Указом Президиума Верховного Совета СССР от 24 марта 1945 года за «образцовое выполнение боевых заданий командования на фронте борьбы с немецкими захватчиками и проявленные при этом мужество и героизм» младший сержант Николай Евстафьев был удостоен высокого звания Героя Советского Союза с вручением ордена Ленина и медали «Золотая Звезда» за номером 4782.
После окончания войны Евстафьев продолжил службу в Советской Армии. В 1950 году окончил Ленинградское военно-инженерное ордена Ленина Краснознаменное училище им. А. А. Жданова. В 1957 году в звании старшего лейтенанта он был уволен в запас.
Проживал в Москве, работал в технической службе Московского метрополитена. Умер 20 июня 1965 года, похоронен на Головинском кладбище Москвы.
Был также награждён рядом медалей.